# Kék vanda
A kék vanda vagy kék pártáskosbor (Vanda coerulea) az egyszikűek (Liliopsida) osztályának spárgavirágúak (Asparagales) rendjébe, ezen belül a kosborfélék (Orchidaceae) családjába tartozó faj.

## Előfordulása
A kék vandát gyakran termesztik; a Himalája déli oldalán őshonos, Északkelet-Indiától Dél-Kínáig, valamint Délkelet-Ázsiáig, ahol többnyire 1000-1700 méter magasságban fordul elő.

## Megjelenése
A növény felálló szárú, erőteljes, 60-100 centiméter magas évelő, vastag léggyökerekkel. Levele szíj alakú, 12-25 centiméter hosszú, 1,5-3 centiméter széles, vastag-bőrnemű, tompa csúcsú. A levelek kétsorosan állnak. Virágai 7-11 centiméteresek, világos ibolya- vagy égszínkék színűek. A lepellevelek rövid körműek, hosszúkás-tojásdadok vagy széles kerekdedek. A virágtakaró öt lepellevele sötét erezetű vagy csaknem sakktábla mintájú, többnyire kékes színű; a három felső valamivel kisebb, mint a két alsó, a hatodik lepellevél rövid, a tövén lévő kis hajlat után csaknem egyenes, sötét színű mézajakká alakult át. A mézajak tövén 2-3 hosszanti redő és 2 kis, hegyes, fehér oldalkaréj látható. A virágok 5-20 tagú, többnyire oldalt, a levelek hónaljából eredő 30-50 centiméteres fürtökben fejlődnek. Termése hosszanti réssel felnyíló, sok apró magot tartalmazó tok.

## Egyéb
A kék vanda a természetben annyira megritkult, hogy a Washingtoni egyezményben (CITES) a legszigorúbb szabályok vonatkoznak rá. Aki nem tudja bizonyítani, hogy növényeit törvényesen, termesztett állományból szerezte be, már puszta birtoklásáért is büntethető. Bár többnyire a kosborféléknél egészen szokatlan kék virágai miatt termesztik, más színvariációk is léteznek, a rózsaszíntől a palaszürkéig. Más Vanda-fajoknál és a számtalan nemesített fajtánál ezenkívül a szivárvány csaknem valamennyi színe (egészen a zöldig) megtalálható, amelyhez gyakran érdekes foltmintázat is társul.

## Képek

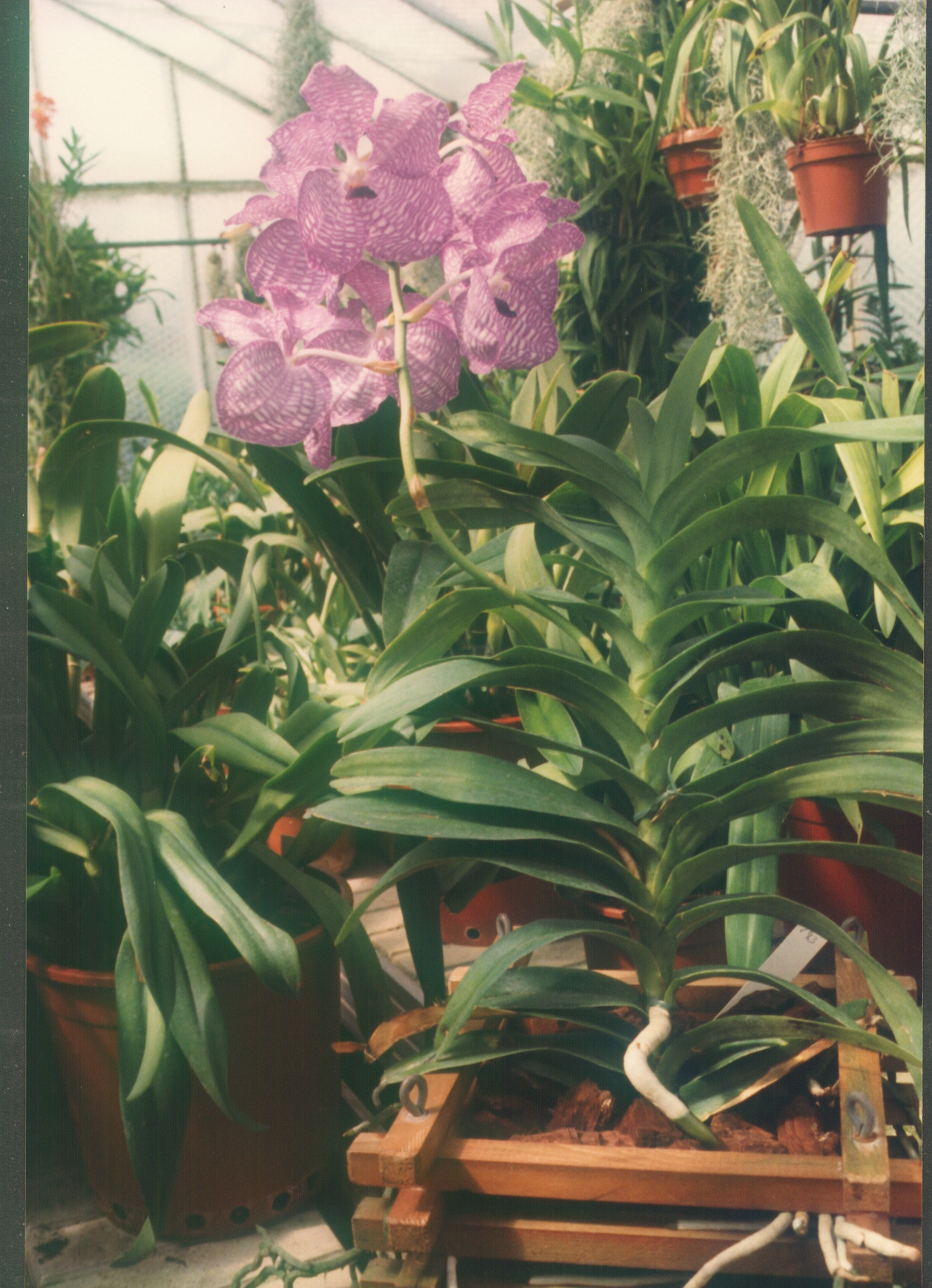
A növény
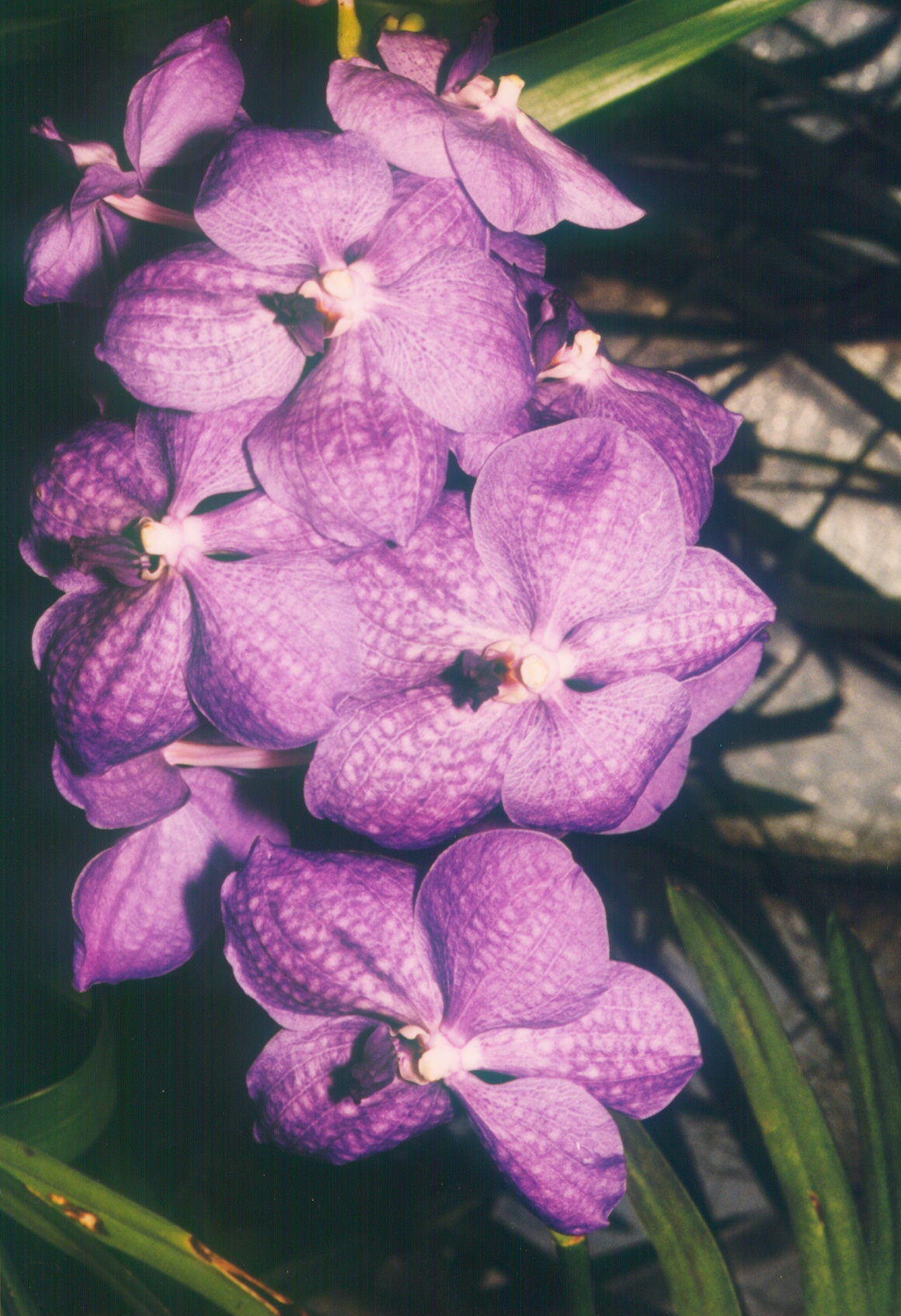
virágai
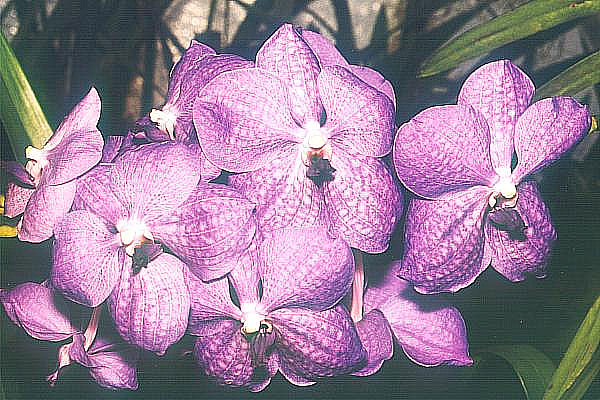
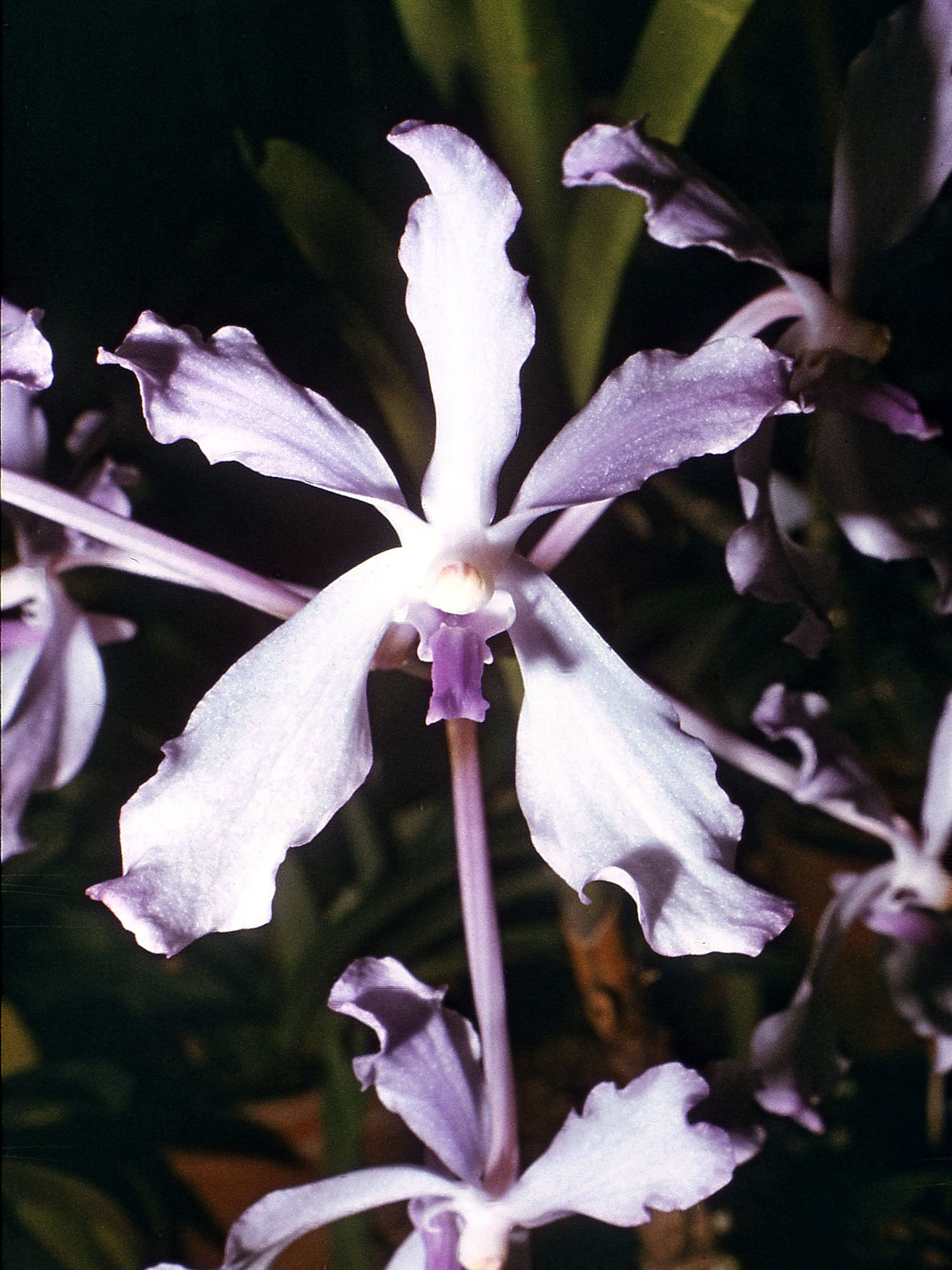
Termesztett változata
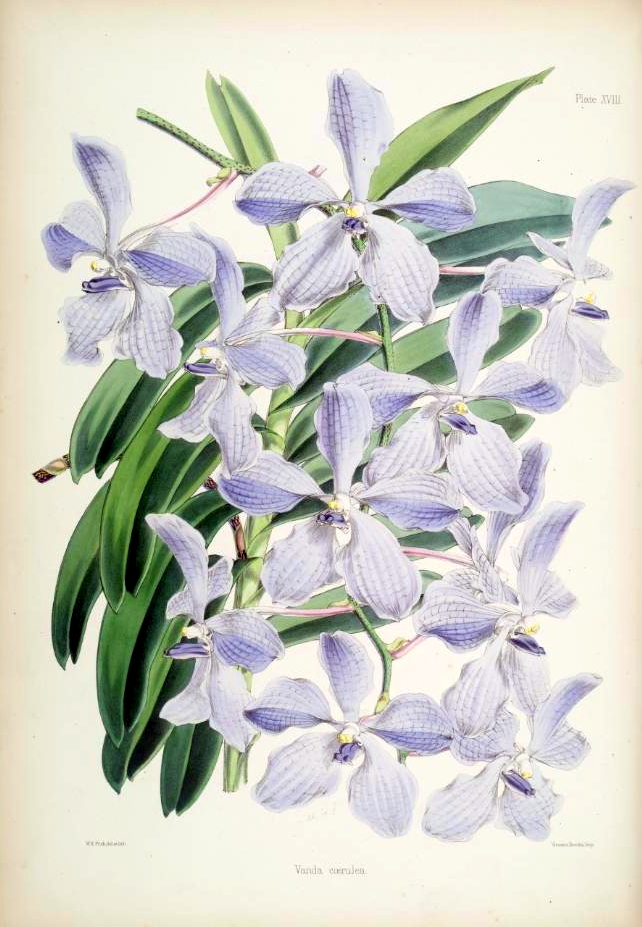
Rajzok a növényről
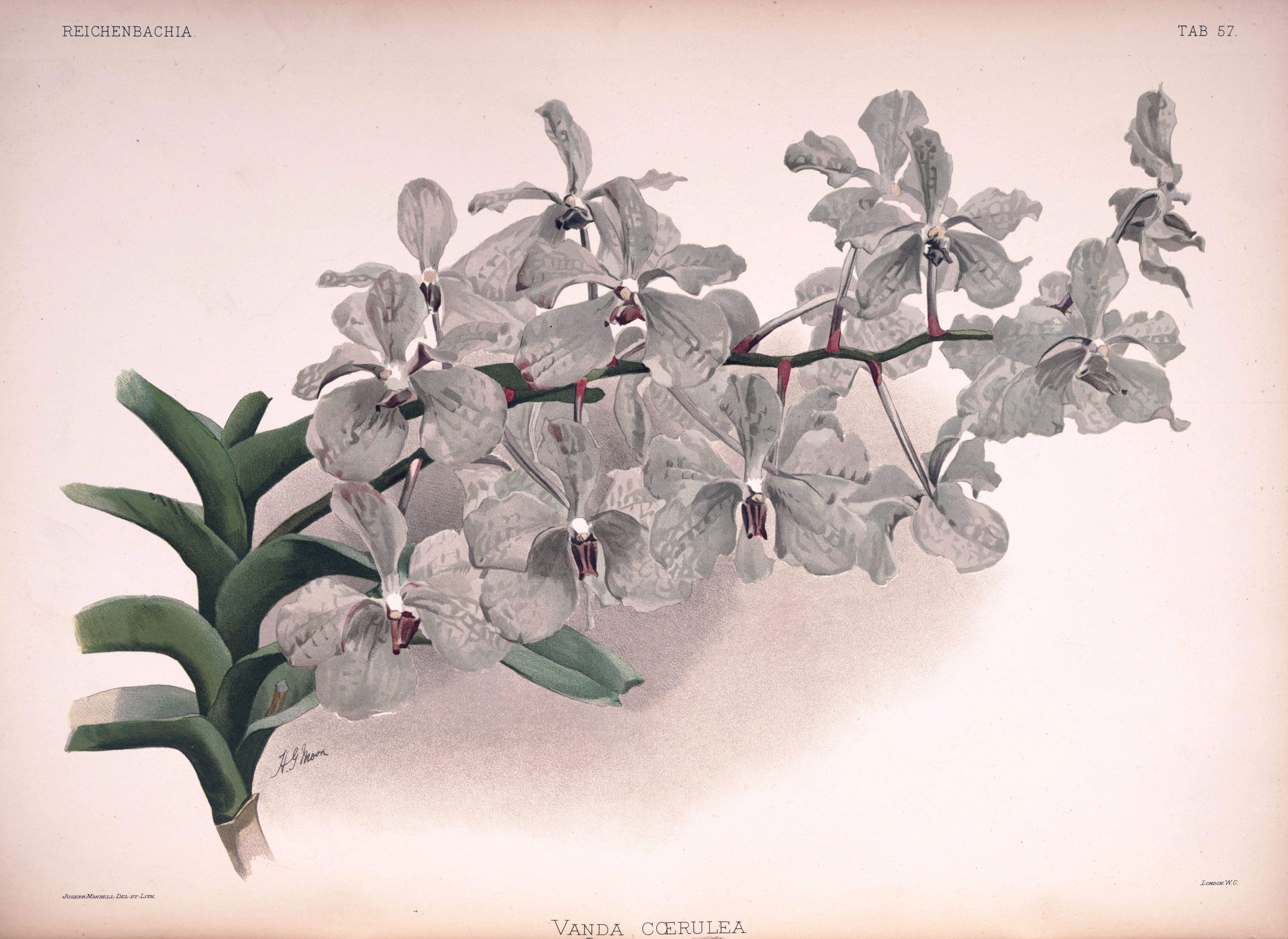
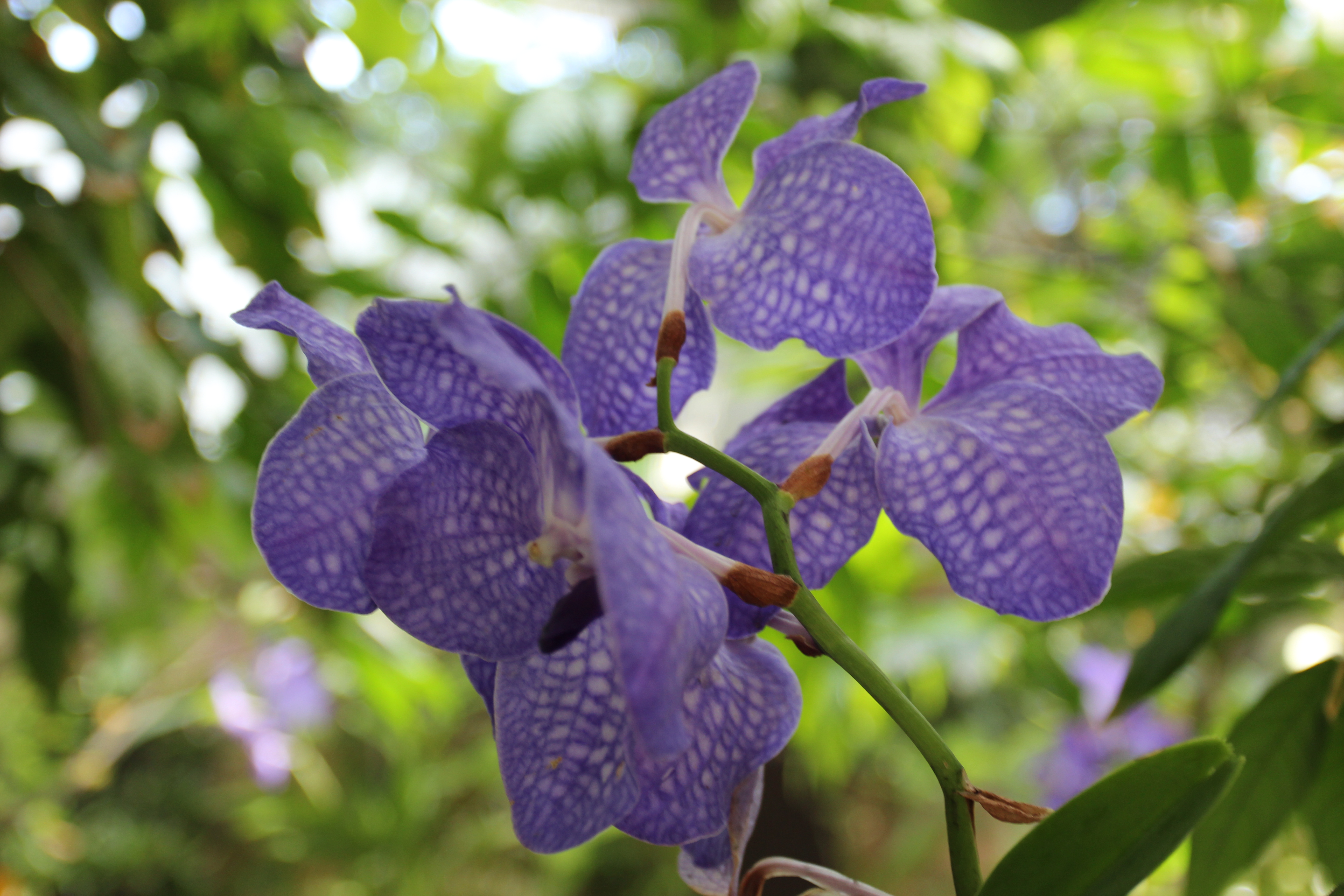
Kék vandák különböző
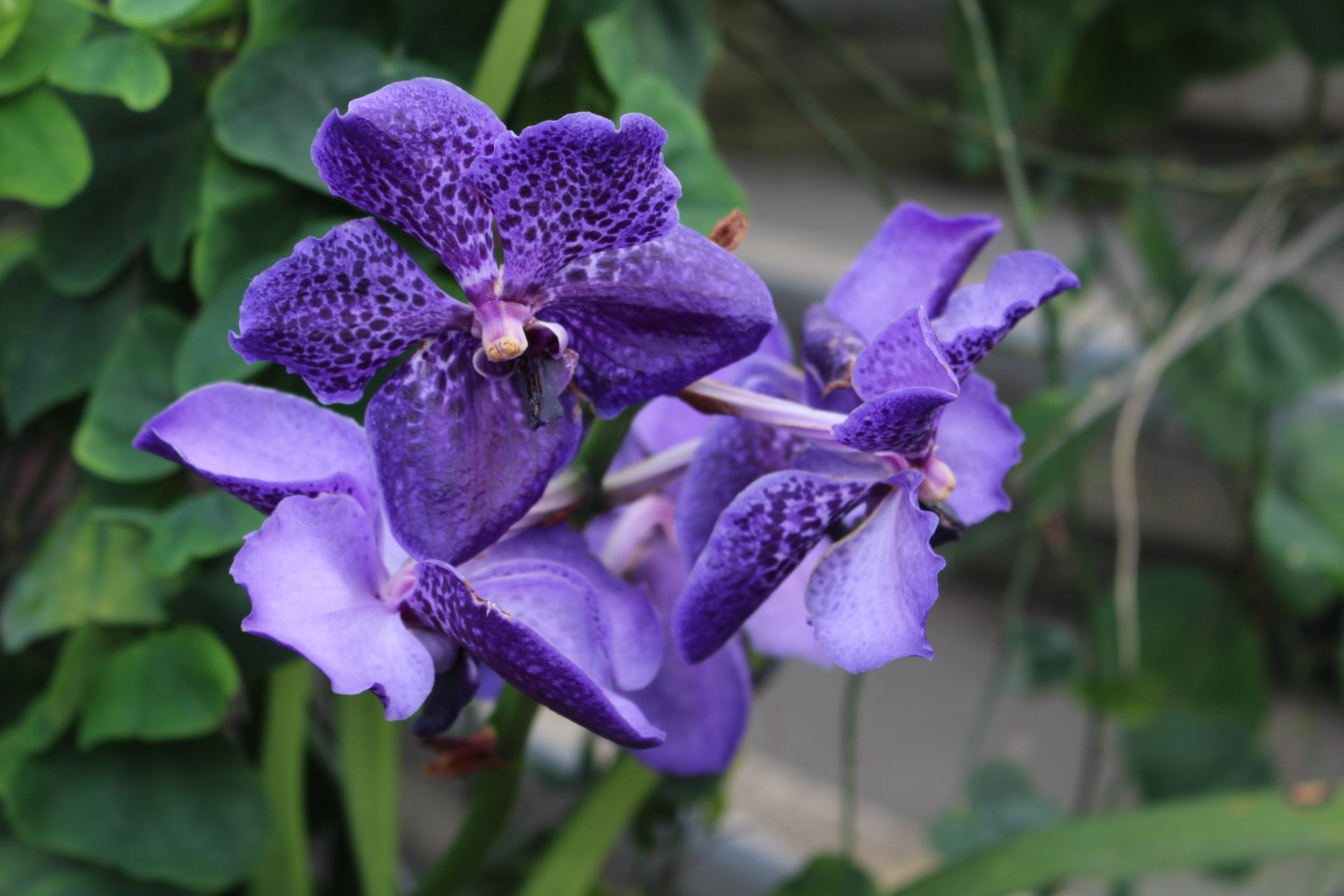
botanikus kertekben